# أندريس غارسيا (مبارز بالسيف)
أندريس غارسيا (بالإسبانية: Andrés García)‏ هو مبارز بالسيف إسباني، ولد في 18 يوليو 1967 في ليون في إسبانيا.

## وصلات خارجية
- أندريس غارسيا على موقع أوليمبيديا (الإنجليزية)